# Township de Woodville (Minnesota)
Pour les articles homonymes, voir Woodville.
Woodville est un township du comté de Waseca, dans l'état du Minnesota.

## Géographie
D'après le bureau du recensement des États-Unis, sa superficie est de 11,27 km2.

### Démographie
Au recensement de 2010, la population était de 2 273 habitants, avec 467 ménages et 386 familles résidentes. La densité était de 29,2 hab/km2.
La répartition ethnique majoritaire était de 84,25 % d'Euro-Américains et 11,48 % d'Afro-Américains. En 2010, le revenu moyen par habitant était de 22 770 dollars avec 2,7 % sous le seuil de pauvreté.

## Source
- (en) Cet article est partiellement ou en totalité issu de l’article de Wikipédia en anglais intitulé « Woodville Township, Waseca County, Minnesota » (voir la liste des auteurs).